# Pax Britannica

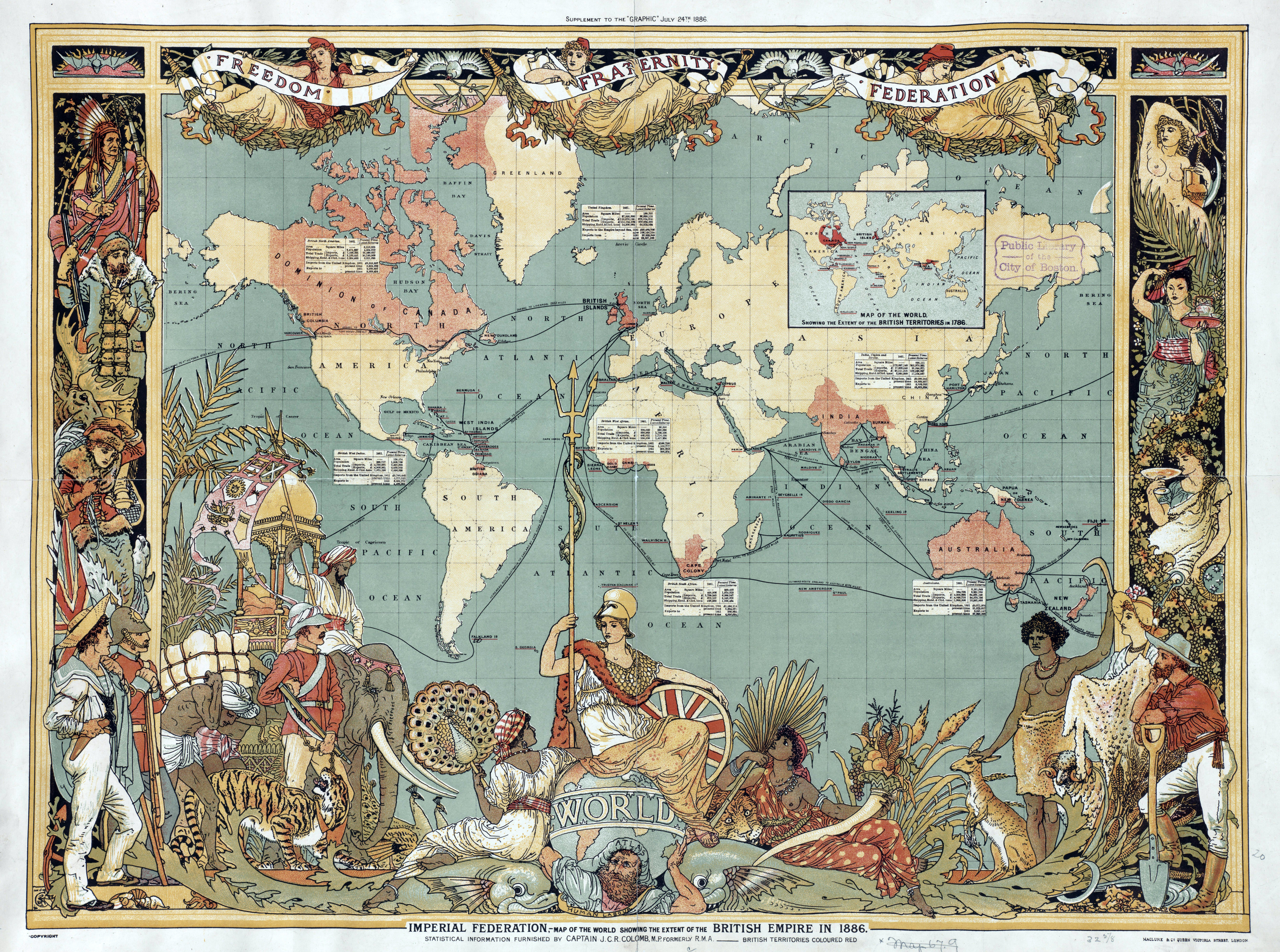
Mapa de l'Imperi Britànic el 1886

La Pax Britannica ("Pau britànica" en llatí, basat en Pax Romana) va ser el període de pau relativa a Europa (1815–1914) durant el qual l'Imperi Britànic va esdevenir una potència hegemònica i va adoptar el paper d'una força policial global.
Entre el 1815 i el 1914, un període conegut com el "segle imperial" de Gran Bretanya, es van afegir al voltant de 26.000.000 km² de territori i uns 400 milions de persones a l'Imperi Britànic La victòria sobre la França napoleònica va deixar els britànics sense cap rival internacional seriós, a part de Rússia a l'Àsia central. Quan Rússia va intentar expandir la seva influència als Balcans, els britànics i els francesos els van derrotar a la Guerra de Crimea (1854–56), protegint així el feble Imperi Otomà.
La Royal Navy britànica controlava la major part de rutes marítimes clau, i gaudia de molt poder marítim. A més del control formal que exercia sobre les seves colònies, la posició dominant de la Gran Bretanya en el comerç mundial significava que a efectes pràctics controlava l'accés a moltes regions, com Àsia o l'Amèrica Llatina. Els mercaders, expedidors i banquers britànics tenien un avantatge tan immens sobre la resta que, a més de les seves colònies, tenia un "imperi informal".

## Història
Després de perdre les colònies americanes a la Revolució americana, la Gran Bretanya va passar a centrar-se en Àsia, el Pacífic i més endavant Àfrica, amb la subseqüent exploració que va portar al Segon Imperi Britànic (1783-1815). La Revolució industrial va començar a la Gran Bretanya a finals dels anys 1700, i van aparèixer noves idees sobre mercats lliures, com La riquesa de les nacions d'Adam Smith. El lliure comerç va esdevenir un pilar fonamental que la Bretanya practicava ja durant els anys 1840. Va tenir un paper clau en el seu creixement econòmic i domini financer.
Des del final de les Guerres napoleòniques el 1815 fins a la Primera Guerra Mundial el 1914, el Regne Unit va jugar el paper d'actor global més poderós. La imposició d'una "Pau Britànica" en rutes marítimes clau va començar el 1815 amb l'annexió de la Ceylon Britànica (avui dia Sri Lanka). Sota la residència britànica del golf pèrsic, els governants àrabs locals van donar suport a tractats que formalitzaven la protecció britànica de la regió. La Gran Bretanya va imposar un tractat contra la pirateria, conegut com el Tractat General de 1820, sobre tots els governants àrabs de la regió. En signar la Treva Marítima Perpètua de 1853, els dirigents àrabs perdien el seu dret a lluitar al mar a canvi de protecció britànica contra amenaces exteriors. A la superioritat global de l'exèrcit i comerç britànic hi ajudava una Europa continental dividida i relativament feble, i la presència de la Royal Navy a tots els mars i oceans del món. Fins i tot fora del seu imperi formal, la Gran Bretanya controlava el comerç amb molts països com la Xina, Siam i l'Argentina. Després del Congrés de Viena, la fortalesa econòmica de l'Imperi Britànic va seguir desenvolupant-se a través del domini naval i esforços diplomàtics per mantenir un equilibri de poder a l'Europa continental.
En aquesta era, la Royal Navy va donar serveis arreu del món que beneficiaven altres nacions, com ara la supressió de la pirateria i el bloqueig de la ruta d'esclaus. L'Acta del comerç d'esclaus de 1807 havia prohibit el comerç a l'Imperi Britànic, després de la qual la Royal Navy va establir l'Esquadró de l'Àfrica Occidental, i el govern va negociar tractats internacional pels quals podrien fer complir la prohibició. El poder naval, tanmateix, no es projectava en terra ferma. Les guerres a terra lluitades entre les principals potències inclouen la guerra de Crimea, la guerra francoaustríaca, la guerra austroprussiana i la guerra francoprussiana, a més de nombrosos altres conflictes amb altres potències menors. La Royal Navy va lluitar a la Primera Guerra de l'Opi (1839-1842) i la Segona Guerra de l'Opi (1856-1860) contra la Xina Imperial. La Royal Navy era superior a qualsevol altres dues armades combinades. Entre el 1815 i l'aprovació de les lleis navals alemanyes de 1890 i 1898, l'única amenaça naval potencial era França.
La Gran Bretanya comerciava béns i capital extensivament amb països d'arreu del món, i va adoptar una política de lliure comerç a partir del 1840. Al creixement de la força de la Bretanya imperial hi van col·laborar vaixells de vapor i el telègraf, noves tecnologies inventades durant la segona meitat del segle xix, que permetien controlar i defensar l'imperi. El 1902, l'Imperi Britànic estava connectat a través d'una xarxa de cables de telègraf, l'anomenada All Red Line.
La Pax Britannica va ser afeblida pel trencament de l'ordre continental que havia estat establert al Congrés de Viena. Les relacions entre les grans potències europees van ser molt tensades per problemes com el declivi de l'Imperi Otomà, que va portar a la Guerra de Crimea, i la posterior aparició de noves nacions estat en la forma d'Itàlia i Alemanya després de la guerra francoprussiana. En ambdues guerres hi van participar els estats i exèrcits més grans d'Europa. La industrialització d'Alemanya, l'Imperi del Japó i els Estats Units van contribuir al relatiu declivi de la supremacia industrial britànica a principis del segle xx.